# Operário Ferroviário Esporte Clube
El Operário Ferroviário Esporte Clube, comúnmente conocido como Operário, es un club brasileño de fútbol de la ciudad de Ponta Grossa, en el estado de Paraná. En 2024, vuelve a disputar el Campeonato Brasileño de Serie B, tras haber estado durante un año en la Serie C.

## Historia
El equipo fue fundado el 1 de mayo de 1912, siendo así el segundo Club más antiguo del estado de Paraná.  El club ganó la zona meridional Campeonato paranaense segundo nivel en 1969 y 2018. Operário compitió en la Serie A en 1979 y en el Serie B en los años de 1980, 1989, 1990 y 1991. Es el primer club brasileño en salir campeón dos años consecutivos de la Serie D (2017) y C (2018).

## Estadio
Juegan sus juegos de local en el Estadio Germano Krüger, también conocido como "Estadio de Vila Oficinas", el estadio tiene una capacidad de 10 632 espectadores.

## Palmarés

### Torneos nacionales (1)
- Campeonato Brasileño de Serie C (1): 2018

- Campeonato Brasileño de Serie D (1): 2017

### Torneos estaduales (5)
- Campeonato Paranaense (2): 2015, 2025
- Segunda División del Campeonato Paranaense (2):1969, 2018
- Taça FPF (1): 2016

## Jugadores

### Plantilla 2025

#### Altas y bajas 2024/2025 (verano)
| Altas              | Altas     | Altas        | Altas                  | Altas |
| Jugador            | Posición  | Procedencia  | Tipo                   | Costo |
| ------------------ | --------- | ------------ | ---------------------- | ----- |
| Nilson Júnior      | Defensa   | Ponte Preta  | Rescisión de contrato. | --    |
| Daniel Amorim      | Delantero | Velo Clube   | Préstamo.              | --    |
| Allano             | Delantero | Goiás        | Transferencia.         | --    |
| Juan Pablo Zuluaga | Volante   | Agente libre | Libre.                 | --    |

| Bajas            | Bajas          | Bajas           | Bajas               | Bajas |
| Jugador          | Posición       | Destino         | Tipo                | Costo |
| ---------------- | -------------- | --------------- | ------------------- | ----- |
| Eli Júnior       | Delantero      | Concórdia       | Préstamo.           | --    |
| Vinícius Diniz   | Centrocampista | FC Imabari      | Préstamo.           | --    |
| Nathan Fogaça    | Delantero      | Novorizontino   | Transferencia.      | --    |
| Guilherme Borech | Defensa        | Votuporanguense | Transferencia.      | --    |
| João Denoni      | Volante        | Villa Nova      | Transferencia.      | --    |
| Dudu Scheit      | Centrocampista | Ponte Preta     | Vuelta de préstamo. | --    |
| Anderson Pará    | Defensa        | São Bernardo    | Transferencia.      | --    |

## Entrenadores
- Claudinei Oliveira (marzo de 2022–2022)[35]
- Matheus Costa (2022–octubre de 2022)[36]
- Sandro Forner (interino- octubre de 2022–noviembre de 2022)[36]
- Rafael Guanaes (noviembre de 2022–noviembre de 2024)[37][38]
- Bruno Pivetti (noviembre de 2024–presente)[6]